# Cox's Bazar Sadar
Cox's Bazar Sadar è un sottodistretto (upazila) del Bangladesh situato nel distretto di Cox's Bazar, divisione di Chittagong. Si estende su una superficie di 228,23 km² e conta una popolazione di 253.788 abitanti (dato censimento 1991).